# 川井房郷
川井 房郷（かわい ふさくに、かわい ふささと、1853年（嘉永6年） - 1915年（大正4年）7月14日）は、明治から大正にかけて活躍した将棋棋士・駒師。七段。前名は川井房次郎（河合房次郎）。なお、手書きの「郷」の文字が誤読され、氏名が川井房卿となっている資料がある（著書の名義も再版時に川井房卿とされている）。尾張国愛知郡巾下（現在の愛知県名古屋市西区幅下）出身。

## 経歴
1853年（嘉永6年）、尾張国（愛知県）で生まれる。経緯は定かではないが、東京に出て将棋指しとなり、当時としては高段の六段まで昇る。
東京の将棋界では関根金次郎（後の十三世名人）に次ぐ実力者と目されるようになり、日の出の勇将の異名を取った。
1908年（明治41年）7月4日、横浜将棋倶楽部で開催された全国将棋大会に出場し、大阪の坂田三吉と対局。しかし、王手も掛けることができずに完敗し、坂田の名を東京の将棋界に知らしめることになった（なお、坂田三吉に対しては、この前年にも名古屋で2連敗している）。
1909年（明治42年）に関根の将棋同盟会（後の将棋同盟社）設立に参加し、その後は関根派と行動を共にした（ただし、関根よりも年上であり、関根の弟子ではなかったと思われる）。
1911年（明治44年）10月の『将棋新報』において、明治の人気棋客の一人として紹介された。
また、将棊新報社の『将棋定跡講義』では、関根、蓑太七郎、土居市太郎（両者とも関根の弟子）とともに講師を務めた。
1915年（大正4年）7月14日、63歳で死去。同年に七段に昇段しているが、追贈の可能性がある。
著書に死去の翌年に出版された『将棋百戦百勝』がある。
また、1923年に発行された『大正將棋名手番附』では西の小結に位置付けられている。

## 弟子
実力制名人制度や日本将棋連盟（東京将棋連盟）の成立前に亡くなっているため、連盟に所属した物故棋士とは紹介されないものの、連盟公式サイトの棋士系統図においては系譜の起点の一人となっている。
川井自身の直弟子として後の将棋連盟所属棋士にも系譜が続いているのは石井秀吉だけであるが、その下にはプロ棋士を11人輩出した佐瀬勇次を始めとして平野広吉や所司和晴、米長邦雄など後身の育成に熱心な棋士が多く、川井門下の系譜の棋士は多い。弟子筋のタイトル獲得棋士には米長邦雄、高橋道雄、丸山忠久、藤井猛、木村一基、三浦弘行、渡辺明、中村太地がおり、女流棋士では林葉直子や中井広恵がいる。

## 駒師として
中京駒の作者としても知られ、駒師で棋士の奥野一香（奥野藤五郎）に駒作りを教えた人物としても著名である。